# Список адмиралов Фольксмарине (1952—1990)
В данном списке представлены 37 высших офицеров Военно-морского флота ГДР (Фольксмарине), которые получили звания адмирала, вице-адмирала и контр-адмирала с 1 октября 1952 до 2 октября 1990 года.

## Адмирал флота

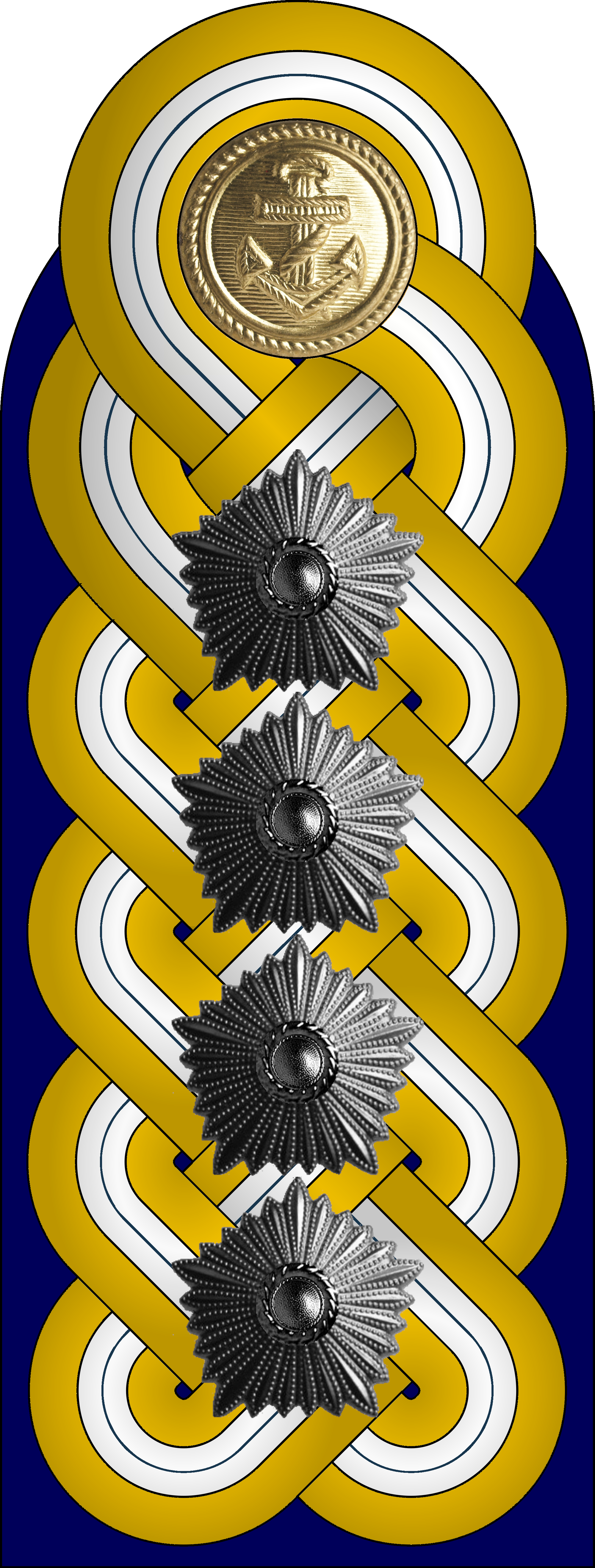
Погон адмирала флота

Звание введено 25 марта 1982 года. Упразднено в ноябре 1989 года. Никому не присуждалось. Эквивалентно званию генерал армии в сухопутных частях.

## Адмирал

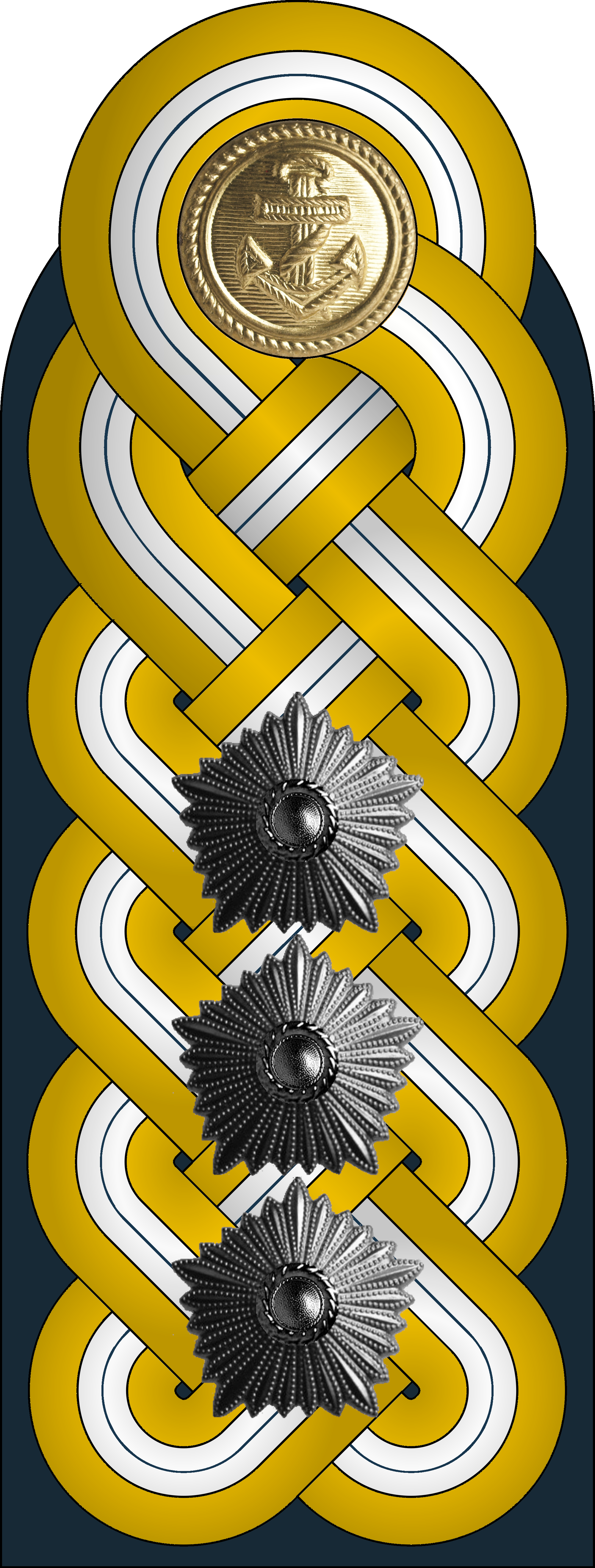
Погон адмирала

Введено 1 октября 1952 года. Эквивалентно званию генерал-полковник в сухопутных частях.
1. 1 марта 1961 года — Вальдемар Фернер (нем. Waldemar Verner), (1914—1982) в 1959—1979 годах начальник Главного Политического управления ННА.
2. 7 октября 1977 года — Вильгельм Эйм (нем. Wilhelm Ehm), (1918—2009) в 1959—1961 годах и 1963—1987 годах командующий Фольксмарине ГДР.
3. 16 ноября 1989 года — Теодор Хофман (нем. Theodor Hoffmann), (1935—2018) в 1989—1990 годах Министр Национальной Обороны ГДР

## Вице-адмирал

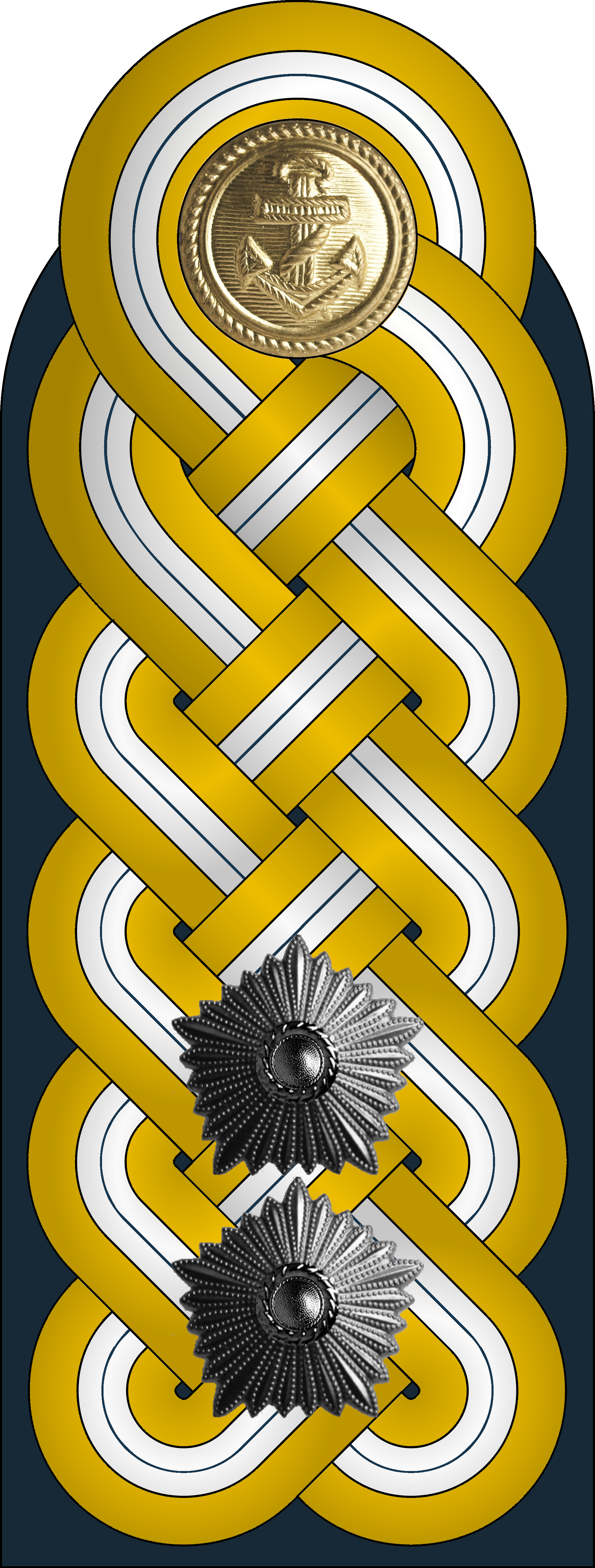
Погон вице-адмирала

Введено 1 октября 1952 года вместо звания Генерал-инспектор. Эквивалентно званию генерал-лейтенант в сухопутных частях. Вице-адмиралы получившие впоследствии чин Адмирала отмечены значком *.
1. 1 октября 1952 года — Вальдемар Фернер* (нем. Waldemar Verner), (1914—1982) в 1959—1979 годах начальник Главного Политического управления ННА.
2. 1 марта 1964 года — Вильгельм Эйм* (нем. Wilhelm Ehm), (1918—2009) в 1959—1961 годах и 1963—1987 годах командующий Фольксмарине ГДР.
3. 1 марта 1964 года — Хайнц Нойкирхен (нем. Heinz Neukirchen), (1915—1986) в 1961—1963 годах командующий Фольксмарине ГДР.
4. 1 марта 1971 года — Бруно Вансирски (нем. Bruno Wansierski), (1904—1994) в 1959—1976 годах заместитель руководителя отдела безопасности ЦК СЕПГ.
5. 7 октября 1978 года — Вильгельм Нордин (нем. Wilhelm Nordin), (1924—1993) в 1961—1963 годах начальник штаба и заместитель командующего Фольксмарине ГДР.
6. 7 октября 1979 года — Густав Гессе (нем. Gustav Hesse), (1931—2001) в 1971—1985 годах начальник штаба и заместитель командующего Фольксмарине.
7. 1 марта 1981 года — Гюнтер Кучебаух (нем. Günter Kutzschebauch), (1930—1996) в 1974—1982 годах начальник политического управления и заместитель командующего Фольксмарине.
8. 1 марта 1986 года — Ганс Хофман (нем. Hans Hofmann), (1933 г.р.) в 1990 году начальник тыловой службы и заместитель Министра Национальной обороны.
9. 1 марта 1987 года — Теодор Хофман* (нем. Theodor Hoffmann), (1935—2018) в 1989—1990 годах Министр Национальной Обороны ГДР
10. 22 ноября 1989 года — Хенрик Борн (нем. Hendrik Born), (1944—2021) в 1989—1990 годах командующий Фольксмарине ГДР.

## Контр-адмирал

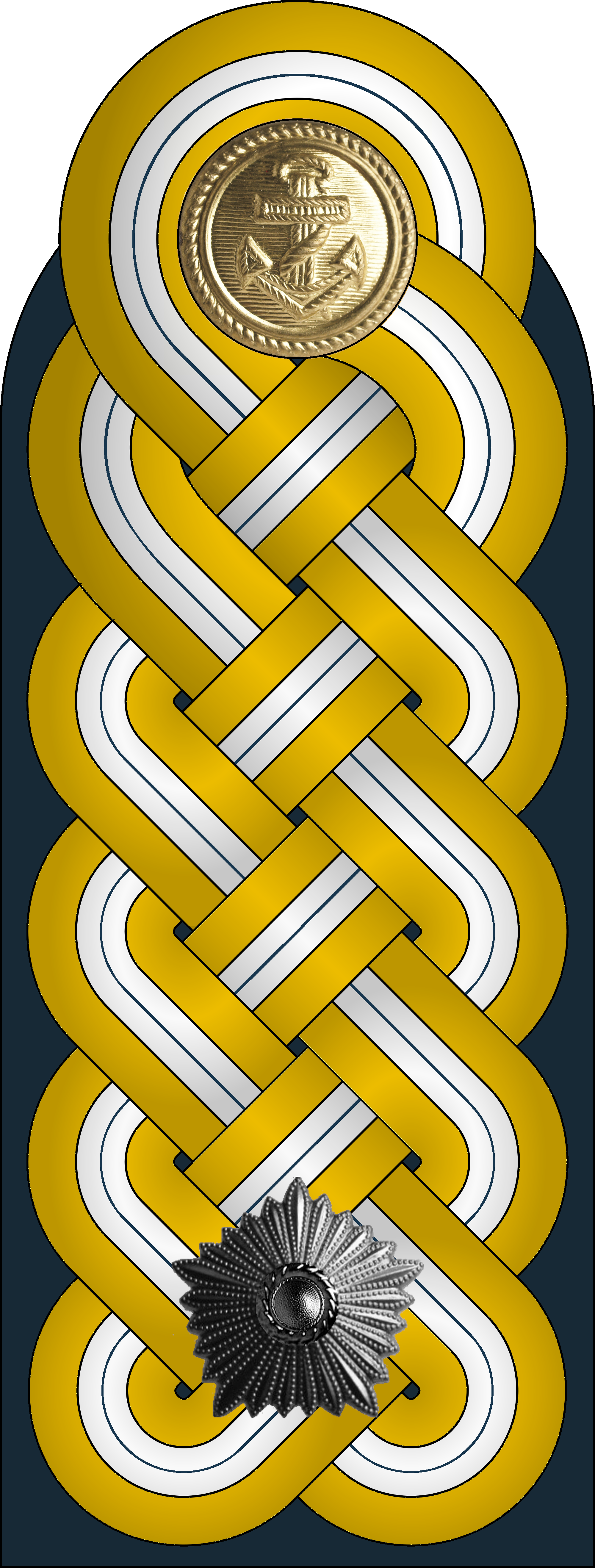
Погон контр-адмирала

Введено 1 октября 1952 года вместо звания Шеф-инспектор. Эквивалентно званию генерал-майор в сухопутных частях. Контр-адмиралы получившие впоследствии чин вице-адмирала отмечены значком *. Контр-адмиралы получившие впоследствии чин Адмирала отмечены значком **.
1. 1 октября 1952 года — Рихард Фишер (нем. Richard Fischer), (1906—1991) в 1962—1967 годах военный атташе в СССР.
2. 1 октября 1952 года — Феликс Шеффлер (нем. Felix Scheffler), (1915—1986) в 1956 году командующий ВМС ГДР.
3. 1 октября 1952 года — Хайнц Нойкирхен* (нем. Heinz Neukirchen), (1915—1986) в 1961—1963 годах командующий Фольксмарине ГДР.
4. 1 августа 1959 года — Вильгельм Эйм* (нем. Wilhelm Ehm), (1918—2009) в 1959—1961 годах и 1963—1987 годах командующий Фольксмарине ГДР.
5. 1 мая 1964 года — Йоханнес Штройбель (нем. Johannes Streubel), (1921—1990) в 1959—1961 годах командующий 4-й флотилией Фольксмарине, в 1964—1971 годах начальник штаба и заместитель командующего Фольксмарине. капитан цур Зее — 1960 год.
6. 1 марта 1966 года — Вильгельм Нордин* (нем. Wilhelm Nordin), (1924—1993) в 1961—1963 годах начальник штаба и заместитель командующего Фольксмарине ГДР
7. ?—? — Бруно Вансирски* (нем. Bruno Wansierski), (1904—1994) в 1959—1976 годах заместитель руководителя отдела безопасности ЦК СЕПГ.
8. 7 октября 1968 года — Руди Вегнер (нем. Rudi Wegner), (1923—1995) в 1956—1958 и 1961—1974 годах начальник политического управления и заместитель командующего Фольксмарине, в 1974—1983 годах начальник Флотской школы имени Вальтера Стеффенса.
9. 7 октября 1969 года — Густав Гессе* (нем. Gustav Hesse), (1931—2001) в 1971—1985 годах начальник штаба и заместитель командующего Фольксмарине.
10. 1 марта 1971 года — Хайнц Ирмшер (нем. Heinz Irmscher), (1920—2004) в 1970—1976 годах начальник Высшего военно-морского училища имени Карла Либкнехта.
11. 1 марта 1974 года — Лотар Хайнеке (нем. Lothar Heinecke), (1933—1985) в 1972—1985 годах начальник по боевой подготовке и заместитель командующего Фольксмарине.
12. 1 марта 1974 года — Генрих Йордт (нем. Heinrich Jordt), (1917—1987) в 1962—1963 годах командир 6-й пограничной бригады охраны побережья
13. 7 октября 1974 года — Гюнтер Кучебаух* (нем. Günter Kutzschebauch), (1930—1996) в 1974—1982 годах начальник политического управления и заместитель командующего Фольксмарине
14. 1 марта 1975 года — Ганс Хофман* (нем. Hans Hofmann), (1933 г.р.) в 1990 году начальник тыловой службы и заместитель Министра Национальной обороны.
15. 1 марта 1976 года — Вальтер Кюн (нем. Walter Kühn), (1920—1990?)
16. 7 октября 1977 года — Теодор Хофман** (нем. Theodor Hoffmann), (1935—2018) в 1989—1990 годах Министр Национальной Обороны ГДР
17. 7 октября 1979 года — Клаус Кант (нем. Klaus Kahnt), (1934—2015) в 1984—1990 годах начальник Высшего военно-морского училища имени Карла Либкнехта.
18. 7 октября 1979 года — Вернер Хеннингер (нем. Werner Henninger), (1929 г.р.) в 1978—1982 годах заместитель начальника политического управления Фольксмарине по пропаганде и агитации.
19. 7 октября 1980 года — Ганс-Иоахим Дёниц (нем. Hans-Joachim Dönitz), (1934—2010) в 1983—1987 годах заместитель командующего Фольксмарине по боевой подготовке.
20. 7 октября 1982 года — Ганс Хесс (нем. Hans Heß), (1929—2024) в 1982—1989 годах начальник политического управления и заместитель командующего Фольксмарине.
21. 7 октября 1982 года — Вольфганг Лауэ (нем. Wolfgang Laue), (1929—1996)
22. 7 октября 1982 года — Иоахим Мюнх (нем. Joachim Münch), (1928—2016) в 1968—1989 годах заместитель начальника тыловой службы Фольксмарине.
23. 7 октября 1982 года — Вернер Котте (нем. Werner Kotte), (1931—2022) в 1974—1984 годах командир 1-й флотилии Фольксмарине.
24. 7 октября 1983 года — Рольф Рёдель (нем. Rolf Rödel), (1940—2013) в 1980—1985 годах командующий 4-й флотилией Фольксмарине, в 1987—1990 годах начальник штаба и заместитель командующего Фольксмарине.
25. 1 марта 1984 года — Герберт Штедтке (нем. Herbert Städtke), (1931—2008) в 1979—1990 годах командир 6-й прибрежной пограничной бригады.
26. 7 октября 1984 года — Гельмут Мильцов (нем. Helmut Milzow), (1932—2022) в 1990 году начальник политического управления и заместитель командующего Фольксмарине.
27. 7 октября 1984 года — Гюнтер Пёшель (нем. Günther Pöschel), (1933—?)
28. 30 ноября 1984 года — Фридрих Эльхлепп (нем. Friedrich Elchlepp), (1924—2002) в 1956 году начальник штаба и заместитель командующего ВМС ГДР.
29. 1 марта 1986 года — Эберхард Грисбах (нем. Eberhard Grießbach), (1935 г.р.) в 1988—1990 годах начальник по боевой подготовке и заместитель командующего Фольксмарине.
30. 7 октября 1987 года — Карл Вайсс (нем. Karl Weiß), (1935—2012) в 1990 году заместитель командующего и начальник тыловой службы Фольксмарине.
31. 1 марта 1987 года — Эгон Нитц (нем. Egon Nitz), (1934—2011) в 1973—1974 и 1983—1990 годах начальник Флотской школы Фольксмарине в Парове.
32. 1 марта 1988 года — Ханс Парч (нем. Hans Partzsch), (1930—2012) в 1983—1990 годах начальник морской авиации Фольксмарине.
33. 7 октября 1988 года — Хенрик Борн* (нем. Hendrik Born), (1944—2021) в 1989—1990 годах командующий Фольксмарине ГДР.
34. 7 октября 1988 года — Герберт Берниг (нем. Herbert Bernig), (1931—2020) в 1975—1990 годах начальник гидрографической службы Фольксмарине.
35. 1 марта 1989 года — Герхард Мюллер (нем. Gerhard Müller), (1941—2023) в 1985—1990 годах командующий 4-й флотилией Фольксмарине.
36. 7 октября 1989 года — Петер Мите (нем. Peter Miethe), (1944 г.р.) в 1989—1990 годах руководитель отдела безопасности ЦК СЕПГ.